# 호시 아야
호시 아야(일본어: 星 あや, 1985년 1월 23일 ~ )는 일본의 모델이다.